# Vietnamesische Frauenfußballmeisterschaft 2019
Die Vietnamesische Frauenfußballmeisterschaft 2019 war die 22. Spielzeit der vietnamesischen Fußballliga der Frauen gewesen. Die Saison begann am 10. Juni 2019 und endete am 4. Oktober 2019. Titelverteidiger war Phong Phú Hà Nam WFC.

## Modus
Gespielt wurde im Zwei-Runden-Modus mit Hin- und Rückspiel. Nach dem 12. Spieltag endete die Saison. Der bestplatzierte wurde Vietnamesischer Meister.

## Teilnehmer und ihre Spielorte
| Team                         | Stadt             | Trainer          | Heimstadion         | Vorjahresplatzierung |
| ---------------------------- | ----------------- | ---------------- | ------------------- | -------------------- |
| Phong Phú Hà Nam WFC         | Hà Nam            | Nguyễn Thế Cường | Ha Nam-Stadion      | Meister              |
| Thành Phố Hồ Chí Minh I WFC  | Ho-Chi-Minh-Stadt | Đoàn Thị Kim Chi | Thống Nhất Stadium  | Vizemeister          |
| Thành phố Hồ Chí Minh II WFC | Ho-Chi-Minh-Stadt | Nguyễn Quốc Nam  | Thống Nhất Stadium  | 6. Platz             |
| Than Khoáng Sản Việt Nam WFC | Quảng Ninh        | Đoàn Minh Hải    | Cẩm Phả-Stadion     | Halbfinalist         |
| Hà Nội I WFC                 | Hanoi             | Đặng Quốc Tuấn   | San Hanoi Stadion   | Halbfinalist         |
| TNG Thái Nguyên WFC          | Thái Nguyên       | Đoàn Việt Triều  | Thái Nguyên Stadium | 5. Platz             |
| Sơn La WFC                   | Sơn La            | Lường Văn Chuyên | Sơn La-Stadion      | 7. Platz             |

## Tabelle
| Pl. | Verein                       | Sp. | S | U | N  | Tore    | Diff. | Punkte |
| --- | ---------------------------- | --- | - | - | -- | ------- | ----- | ------ |
| 1.  | Thành Phố Hồ Chí Minh I WFC  | 12  | 9 | 3 | 0  | 047:200 | +45   | 30     |
| 2.  | Hà Nội I WFC                 | 12  | 9 | 1 | 2  | 037:600 | +31   | 28     |
| 3.  | Than Khoáng Sản Việt Nam WFC | 12  | 7 | 2 | 3  | 025:700 | +18   | 23     |
| 4.  | Phong Phú Hà Nam WFC (M)     | 12  | 7 | 2 | 3  | 031:600 | +25   | 23     |
| 5.  | TNG Thái Nguyên WFC          | 12  | 3 | 0 | 9  | 011:390 | −28   | 09     |
| 6.  | Thành phố Hồ Chí Minh II WFC | 12  | 1 | 1 | 10 | 004:450 | −41   | 04     |
| 7.  | Sơn La WFC                   | 12  | 1 | 1 | 10 | 004:540 | −50   | 04     |

| Zum 12. Spieltag:     |                                           |
| Meister der VFFM 2019 |                                           |
|                       |                                           |
| Zum Saisonende 2018:  |                                           |
| (M)                   | Amtierender Meister: Phong Phú Hà Nam WFC |